# Земська управа (Переяслав)
Переяслівська земська управа, також Будинок Переяславського Земства — історична споруда повітової Земської управи в Переяславі, побудована у 1886—1888 роках для Переяславського земства.

## Історія
Після земської реформи в Російській імперії 1864 року почали створюватися місцеві земські управи, щоб здійснити перехід від самодержавного ладу до капіталістичного розвитку.

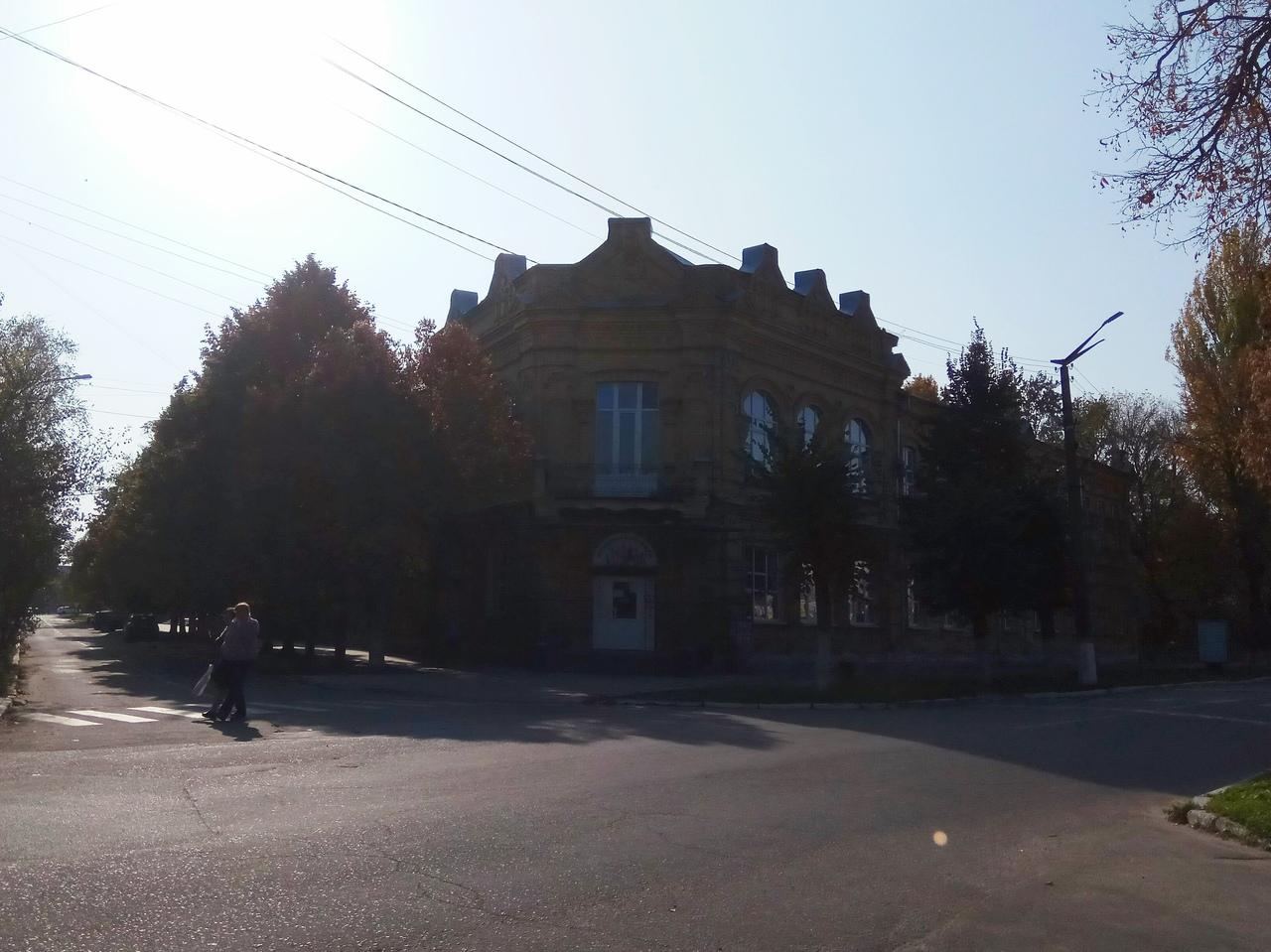
Земська управа з боку магазину

Так в серпні 1886 року, на чергових Земських зборах в Переяслові було прийнято рішення про будівництво двох нових будинків земства та обрана для цього будівельна комісії у складі гласних: І.Бутовича, П.Майбороди, А.Ісаєвича, І.Холодного, М.Раіча і голови управи А.Стороженко. 1 грудня 1886 року на терміновому зібранні комісія змінила своє рішення та внесла пропозицію про зведення одного двоповерхового Будинку Преяславського Земства з цегли та каменю, яку одразу ж затвердили. Щоб заощадити кошти, комісія обрала господарчий спосіб будівництва, таким чином голова управи А. Стороженко і М. Раіч взяли контроль будівництва під свою опіку. Архітектурні питання також вирішували вони, бо найняти архітектора було дуже дорого, а закупівлею будматеріалів займався М. Раіч. У 1887 році було закладено підмурок, а добудовано і здано будинок було 25 листопада 1888 року. Повна вартість будівництва обійшлася у 53 312 рублів і 36 копійок. Біля земства також облагородили: колодязь, палісадник, туалети, льох, сарай, флігель та замостили проїзд.
Земська управа працювала тут до 1919 року, після чого, у ході революції і наступу більшовиків на Україну, у цій будівлі розмістився революційний комітет, а з 1920 року — Рада робітничих, селянських і червоноармійських депутатів, з 1921 року — повітовий виконком. Під час Другої світової війни будівля була пошкоджена, але потім на початку 60-х років ХХ століття відбувся капітальний ремонт будинку, після якого тут був розташований навчальний заклад.
На даний час у будівлі функціонує магазин та загальноосвітня школа № 2 міста Переяслава.

## Опис
Строго симетричний Будинок Переяславського Земства виконаний у традиційному стилі пізнього класицизму. Основа будинку з трахтемирівського каменю складає в довжину 57 аршин, а в ширину 28 аршин. Рустований перший ярус наріжників. По ярусне розділення фасадів. Складається з двох поверхів, на осі другого ярусу розташовані балкони.